# 祇園パセリ
祇園パセリ（ぎおんパセリ）は広島県広島市安佐南区の祇園地区で栽培されるパセリの地域ブランド。愛称は「パセリーヌ」。
地域団体商標登録済み、広島県産応援登録商品、広島市伝統野菜である。

## 特徴
葉が細かく縮れ、緑が濃く、肉厚で柔らかいのが特徴。これは、日本国内では珍しい。通常のパセリのように飾り付け用ではなく、食用として栽培している。
武田山の麓での段々畑で栽培している。小面積の段々畑多数に対し、４つの農用用水池があるため水が容易に入手でき、さらに土地は水はけが良いため栽培環境に大恵まれている。
種は各農家が毎年自家採種している。農薬の使用量を減らすため春期、夏期の病害虫対策として、土地の太陽熱土壌消毒や寒冷紗などの防虫対策が行われている。
なお、一般には販売されないため祇園地区のみで食べられる野菜である。また、地域の小学校では、食育の一環として児童が校庭の畑でパセリを育てている。

## 歴史
戦前に観音地区で栽培されていた種を貰い受け、1947年（昭和22年）に栽培が始まった。1950年（昭和25年）から現在まで単一種で自家播種、栽培、収穫、採種が行われている。